# Sonja Škornik
Sonja Škornik, slovenska botaničarka, * 10. oktober 1970, Berlin, Nemčija.
Leta 2000 je doktorirala pri Tonetu Wraberju na Univerzi v Ljubljani. Deluje kot visokošolska učiteljica botanike na Fakulteti za naravoslovje in matematiko v Mariboru. Področja njenega znanstveno-raziskovalnega in strokovnega delovanja so predvsem flora, rastlinska in vegetacijska ekologija ter varstvo narave.